# Halibute

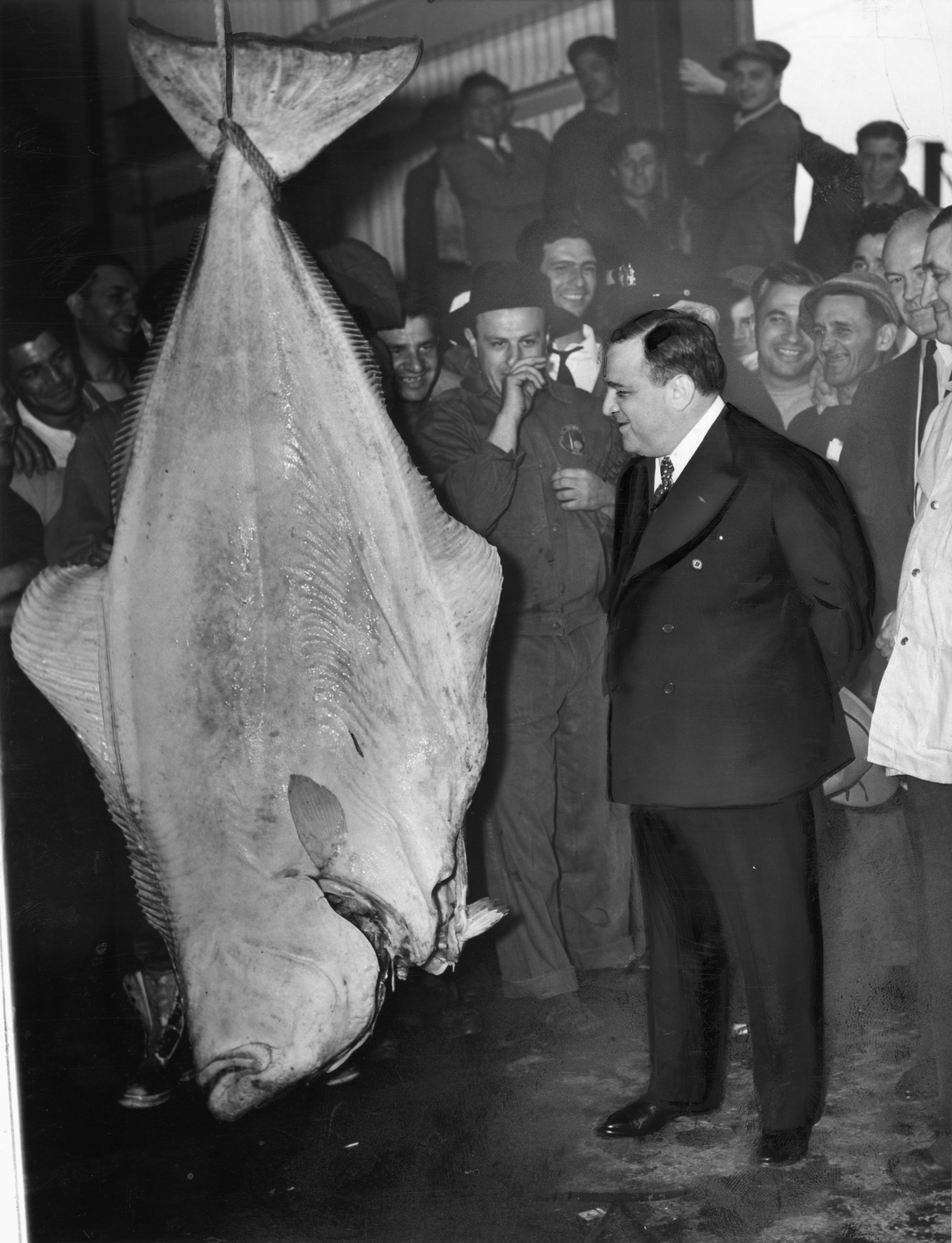
Fiorello LaGuardia com um gigantesco halibute pescado em Nova Iorque, em 1939

Halibute é o nome anglo-saxão de algumas espécies de peixes de mar encontradas no hemisfério norte, cuja pesca para alimentação humana é muito comum.
A mais conhecida das espécies de halibute é o Hippoglossus hippoglossus, entre muitas das espécies da família Pleuronectidae que partilham o mesmo nome comum.
O alabote e o halibute são espécies de famílias diferentes.

## Espécies
- Atheresthes evermanni, Halibute-japonês
- Atheresthes stomias, Halibute-do-pacifico
- Eopsetta grigorjewi, Halibute
- Hippoglossus hippoglossus, Halibute, Halibute-atlântico
- Hippoglossus stenolepis, Halibute
- Pseudorhombus cinnamoneus, Falso-halibute, Halibute-canela
- Psettodes erumei, Halibute-australiano, Falso halibute
- Paralichthys californicus, Halibute-californiano
- Paralichthys dentatus, Falso-halibute, Halibute-do-canadá
- Paralichthys olivaceus, Halibute-bastardo, Falso halibute
- Parastromateus niger, Halibute
- Psettodes erumei, Halibute-de-queensland
- Reinhardtius hippoglossoides, Alabote-da-Groenlândia
- Verasper variegatus, Halibute-manchado